# Іммо Аппенцеллер
Іммо Аппенцеллер (нім. Immo Appenzeller) — німецький астроном. Генеральний секретар Міжнародного астрономічного союзу (1994—1997), директор обсерваторії Гайдельберг-Кенігштуль, декан факультету фізики та астрономії Гайдельберзького університету.

## Біографія
Аппенцеллер вивчав фізику в Тюбінгенському університеті з 1959 року та фізику й астрономію в Геттінгенському університеті з 1961 року, де отримав ступінь доктора філософії 1966 року.
З 1964 року він працював у Єркській обсерваторії в Чиказькому університеті, а з 1967 року — асистентом у Геттінгені. 1970 року зробив там габілітацію і став приват-доцентом, а 1974 року — ад'юнкт-професором. З 1972 року був професором в Токійському університеті.
1975 року він був запрошений в Гайдельберзький університет на посаду професора астрономії та директора обсерваторії Гейдельберг-Кенігштуль. У 1985—1986 роках він був деканом факультету фізики та астрономії в Гейдельберзі. У 2005 році вийшов на пенсію.
З 1998 по 2000 рік він також виконував обов'язки керівника Інституту астрономії Макса Планка, а в 1982—1983 роках був запрошеним науковцем в Університеті Аризони.

## Науковий доробок
Аппенцеллер активно займався теоретичними дослідженнями: моделями зір, масивними яскравими зорями, активними галактиками, квазарами, джерелами космічного рентгенівського випромінювання.
Одночасно він брав активну участь в розробці астрономічних приладів. Зокрема, він керував проєктом з розробки інструменту FORS, який в результаті був встановлений на Дуже великому телескопі в Європейській південній обсерваторії.

## Відзнаки
Аппенцеллер був «зовнішнім науковим членом» Інституту астрономії Макса Планка в Гейдельберзі з 1979 року.[2]
- Премія Гей-Люссака і Гумбольдта[de] (2002)
- Астероїд (2373) Іммо названий на його честь (1991)
- Член Гайдельберзької академії наук
- Медаль Карла Шварцшильда (2015)

## Публікації
- High redshift galaxies — light from the early universe, Springer 2009
- Kosmologie und Teilchenphysik, Spektrum Verlag 1990
- Das Very Large Telescope, Physikalische Blätter Band 57, 2001, Nr. 10
- Introduction to Astronomical Spectroscopy, Cambridge Verlag 2013